# Femme cybernétique
 (février 2025).
Femme cybernétique (Cyberwoman) est le quatrième épisode de la série britannique de science fiction Torchwood.

## Synopsis
Ianto cache en secret Lisa Hallett, son ancienne petite amie partiellement transformée en Cyberman, et espère la faire redevenir humaine. Mais celle-ci s'enfuit gardant ses réflexes de Cyberman.

## Liens avec l'univers deDoctor Who
- Le titre anglais de cet épisode "Cyberwoman" est un jeu de mots avec les ennemis récurrents du Docteur, les Cybermen.
- L'épisode montre sous un autre angle des événements ayant eu lieu dans l'épisode "Adieu Rose" et fait suite à cet épisode.
- De nombreux épisodes de Doctor Who aborde le thème de l'humain partiellement transformé en Cybermen.
- La fin de l'épisode Adieu Rose n'expliquait pas ce qu'étaient devenus les humains transformés en Cybermen "sur place."  Selon le vrai/faux site de l'institut Torchwood leurs composants étant venus du monde parallèle, ceux-ci ont été partiellement ou entièrement aspiré par le vide[1].

## Continuité
- Le vrai/faux site de l'institut Torchwood révèle qu'effectivement, Ianto Jones travaillait pour Torchwood 1 avant d'être transféré à Torchwood 3[2]. Il approfondit aussi le personnage du Dr Tanizaki, à la tête de l'institut Cybertchnologique d'Osaka, crée en 2007 après l'invasion des Cybermen afin d'apprendre des débris laissés derrière eux[3].
- On retrouve l'appareil à déverrouiller les portes que Toshiko utilisait dans l'épisode Tout Change alors que celui-ci avait été mis sous verrou.
- On retrouve le ptérodactyle, ainsi que la Pizzeria Jubilee vus dans Tout Change.

## Musique
- La chanson "Chocolate" par Snow Patrol est entendue dans le fond du Pub en début d'épisode.
- The song "We're No Here" par Mogwai est jouée lors de la première apparition de Lisa